# قصر ابن الجعد
قصر ابن الجعد هو قصر أثري ينسب لأحد كبار التجار بالقيروان يعرف بابن الجعد كان قد قدم إلى المنستير في أواسط القرن الثالث للهجرة.